# Wegkapelle (Pülfringen)

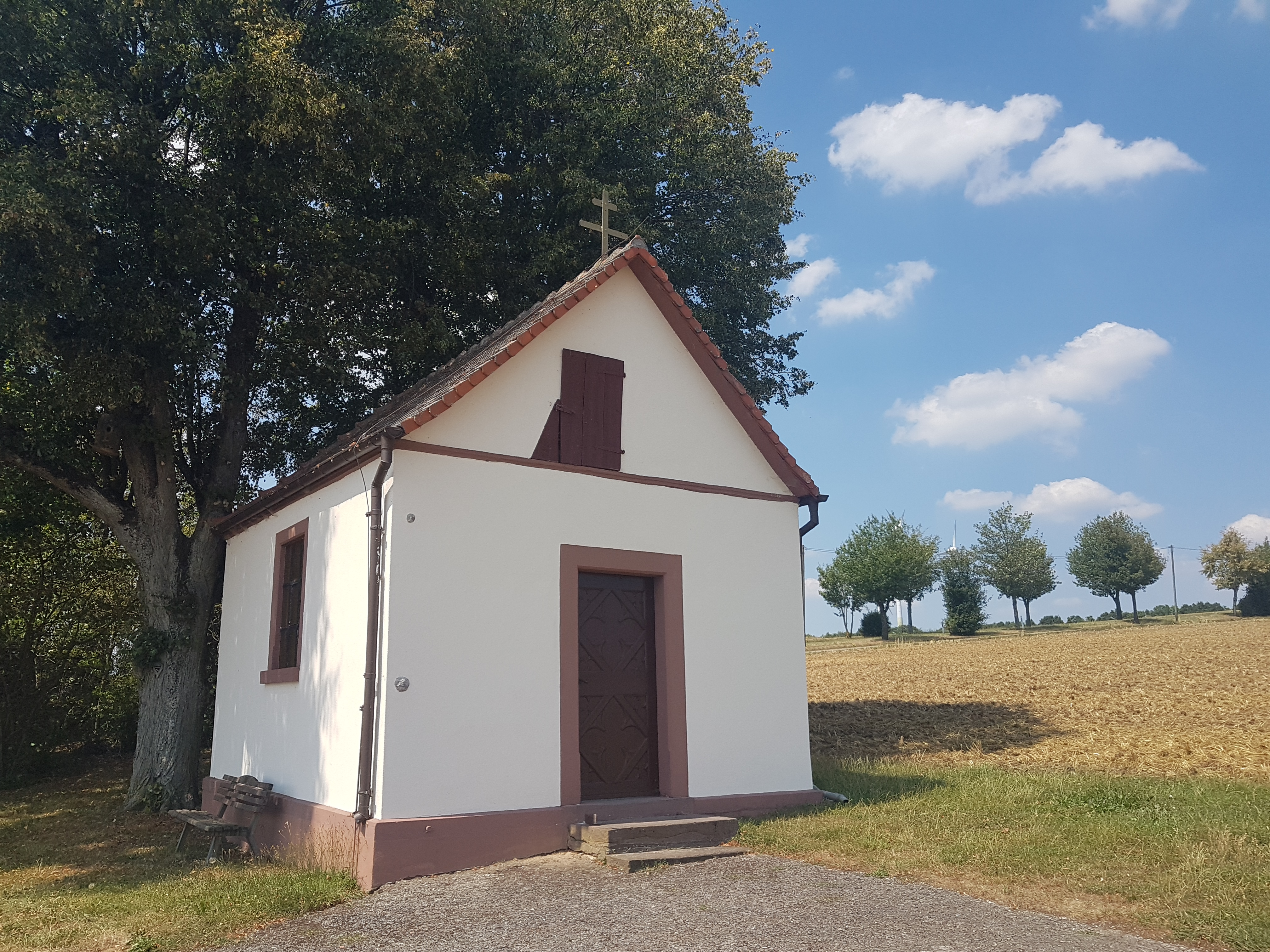
Kapelle in Pülfringen

Die römisch-katholische Wegkapelle in Pülfringen, einem Ortsteil von Königheim im Main-Tauber-Kreis, wurde in der zweiten Hälfte des 19. Jahrhunderts errichtet. Die Kapelle befindet sich an der K 2834 von Pülfringen in Richtung Schweinberg. Sie liegt im Bereich der Seelsorgeeinheit Königheim, die dem Dekanat Tauberbischofsheim des Erzbistums Freiburg zugeordnet ist.

## Denkmalschutz
Die Kapelle steht unter Denkmalschutz. Es handelt sich um einen schlichten Bau mit Dachreiter und polygonalem Abschluss von 1860/70.